# Norvég nyelv
A norvég a germán nyelvek északi ágához, a skandináv nyelvek nyugati ágához tartozik, zömében Norvégiában beszélik.
A skandináv területeken élő északi emberek nyelvéből, az óészakiból fejlődött ki. A viking kalandozások idején a mai Norvégia területén élő vikingek északnyugati irányba hajóztak, ők voltak azok, akik létrehozták az első településeket Izlandon, és ők népesítették be Feröert is. Ez utóbbi két terület nyelve a norvéggal együtt a skandináv nyelvek nyugati ágát alkotja.
A norvég nyelv a 14–16. században kezdett átformálódni, ebben az időszakban alakult az óészaki középnorvéggá. A skandináv országok közös történelme miatt azonban a kialakult norvég nyelv nagyban hasonlít a svédre és a dánra.
Ma a norvég nyelvnek két hivatalos írott formája létezik, melyek számos esetben erősen különböznek, ezek a bokmål és a nynorsk. A nynorsk (újnorvég) nyelvet  az ország lakosságának nagyjából 10%-a (400 000 fő) használja írott nyelvként, legnagyobb rész Nyugat-Norvégiában, azonban a hasonlóságok és a közös eredet miatt a többi norvég is megérti őket, noha nem könnyen. Mint neve is mutatja, a bokmål a könyvnyelv, ez az általános használatú, és a nyomtatott irományok nagy része is ezen jelenik meg. A beszélt nyelv városról-városra változik, azonban Oslo környékén a bokmålhoz erősen hasonló dialektusban beszélnek.

## Története
Norvégia mindig számos dialektusban gazdag vidék volt. A nyelvjárások sokszínűségét az ország topográfiai viszonyai formálták: magas hegycsúcsok, hosszú, meredek falú völgyek, fjordok választották el egymástól az egyes települések és vidékek lakóit, az éghajlati viszonyok miatt a közlekedési viszonyok is rosszak voltak. Az ily módon egymástól elzárt közösségek nyelvjárása így egyre nagyobb eltéréseket mutatott.
Többek között ez az oka annak is, hogy a több évszázados dán megszállás és az azzal járó nyelvi egységesítési törekvések sem jártak sikerrel egy egységes norvég nyelv megteremtésében. (Norvégiában több évszázadon át a dán volt a hivatalos nyelv.)
A norvég nyelv eredete az óészakiban keresendő, melynek tulajdonságait a mai izlandi nyelv őrizte meg leginkább. A feröeri nyelv és éppúgy a norvég származék nyelve, valamint a grönlandi norvég nyelv is, amely azonban ma már kihalt. A Hanza-kereskedelem virágzása alatt a középalnémet gyakorolt jelentős hatásokat a norvégra, számos jövevényszóval gazdagítva azt. (A középalnémet a Hanza-szövetség hivatalos, kereskedelmi nyelve volt.)
Norvégia 1380 és 1814 között dán fennhatóság alatt állt először perszonálunió, majd reálunió formájában (Dánia–Norvégia). Ez alatt az idő alatt a régi norvég írásbeliség elkopott, majd 1450-ben hivatalosan is bevezették a dán írásbeliséget az országban.
Az eredeti norvég dialektusokat a vidék lakossága azonban tovább használta. Az 1814-es Dániával való szakítással kezdett kibontakozni Norvégiában egy romantikus-nacionalista hullám, mely kapcsolatot keresett a középkori (azaz a dán megszállás előtti) norvég írásbeliséggel.

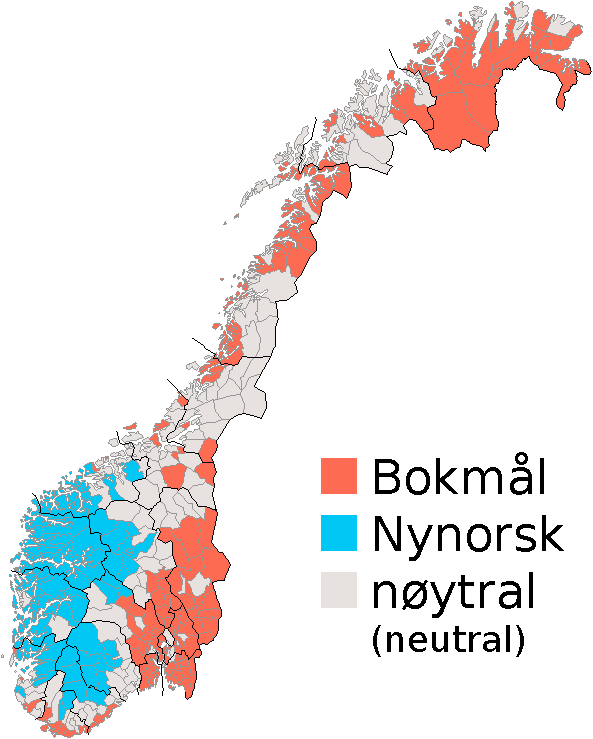
A nyelvi formák elterjedtsége

Az 1850-es években Ivar Aasen költő és nyelvész megteremtette a landsmålt, azaz „az ország nyelvét”, melyet 1929 óta nynorsk-nak neveznek. A cél az  volt, hogy a nép "visszakapja" a norvég írásbeliséget. Mivel az új írásbeli nyelv a társadalom felső rétegeinek dán írásbeliségével szemben jött létre, a nynorsk lassanként a demokratikus mozgalmak egyik jelképévé vált. 1885 óta a landsmål/nynorsk nyelv hivatalosan elismert írásbeli nyelv. Az új nyelv alapja nem egy dialektus volt (mint a német esetén a Wittenberg körüli nyelvjárás, vagy az olasz esetén a Firenze környéki nyelvjárás), hanem egy nyelvész által mesterségesen megalkotott logikus rendszer, melyet Aasen az összes norvég dialektus "keverékéből" gyúrt össze. A 20. század folyamán a nynorsk nyelvet számtalanszor megreformálták, és egyre közelebb került az ország keleti részén beszélt bokmål nyelvjáráshoz.
A nynorsk mesterséges voltát jól ellensúlyozza a tény, hogy a nyelvjárás alapját a norvég dialektusok képezik.
Knud Knudsen gimnáziumi tanár szintén egy nyelvi reform kezdeményezője volt. Nevéhez köthető az 1862-es helyesírási reform, melyet a parlament nagyobb részben jóváhagyott, és mely a riksmål (a "birodalmi nyelv") alapja lett. A rendszert 1929-ben a bokmål (kb. ~írott nyelv) névre keresztelték.
A norvég nyelvnek a fentiek szerint két változata fejlődött ki:
1. riksmål (a "birodalmi nyelv"), a bokmål megnevezésű alcsoporttal, valamint
2. landsmål (az "ország nyelve")

1929 óta a riksmål hivatalos megnevezése bokmål, a landsmål hivatalos megnevezése pedig nynorsk.
Megemlítendő a samnorsk-mozgalom (kb. ~össznorvég-mozgalom) mely a norvég nyelv egy samnorsk nevű változatát ismeri el nem hivatalos köznorvég nyelvi formaként.
A nynorsk változat követői 1944-ig egyre gyarapodtak, azonban napjainkra a beszélők száma Norvégia lakosságának 10-15%-ára szorítkozik. Ennek számos oka van. A norvég politikai és gazdasági központot alkotó Oslo városában a nynorskot mindig is hidegséggel fogadták, és nem tudott mélyen gyökeret verni a társadalom széles rétegeinek körében.
A 20. század folyamán a norvég nyelv változatai számos nyelvi reformon mentek keresztül.

## A modern norvég

### A bokmål és a nynorsk
Példák a bokmål és a nynorsk változatra:
| „Norvég vagyok.” (szó szerint: „Norvégiából jövök.”) | „Norvég vagyok.” (szó szerint: „Norvégiából jövök.”) | „Norvég vagyok.” (szó szerint: „Norvégiából jövök.”) |
| ---------------------------------------------------- | ---------------------------------------------------- | ---------------------------------------------------- |
| Bokmål/Dán                                           | Jeg kommer fra Norge.                                | [jæɪ kɔmːər fra nɔrgə]                               |
| Nynorsk                                              | Eg kjem frå Noreg.                                   | [eːg çɛm fro noːrɛg]                                 |

| „Hogy hívnak?” | „Hogy hívnak?”  | „Hogy hívnak?”  |
| -------------- | --------------- | --------------- |
| Bokmål         | Hva heter du?   | [va heːtər dʉ]  |
| Nynorsk        | Kva heiter du?  | [kva hæɪtər dʉ] |
| Svéd           | Vad heter du?   | [vɑ heːɛtər dʉ] |
| Dán            | Hvad hedder du? | [væ hɛðɔ du]    |

### Riksmål
A nyelvi reformok ellenzői, akik csökkenteni szeretnék a különbségeket a bokmål és nynorsk között, az általuk ápolt nyelvváltozatra a  riksmål megnevezést használják. Ennek tipikus jegyei között sorolható fel például a dán számnevek használata, valamint olyan szóalakok használata, mint az efter (=után) az etter helyett, vagy a sne (=hó) használata a snø helyett. De megemlítendő a nőnem használatának teljes elvetése is, például boken (=könyv) a boka helyett, vagy a kettős hangzók elkerülése (sten használata a stein helyett).

### Høgnorsk
Az ún. høgnorsk (~felnorvég, vagy standard norvég) a nynorsk egyik nem hivatalos változata. Egy olyan nyelvi forma, mely az Ivar Aasen által kifejlesztett landsmålhoz hasonló, azonban követői nem ismerik el a nynorskon 1917 után végrehajtott változtatásokat.
Ezt a nyelvi változatot írásban csak egy kisebb norvég csoport használja, de egyes elemei utat törnek a norvég írásbeliség számos területén. Az írásmód sok esetben régiesnek hat, de beszédben alig megkülönböztethető. A høgnorskban kevés az idegen szó, inkább eredeti norvég szavakat próbál használni. Ebben a nyelvi változatban számos írásbeli mű hozzáférhető.

### A riksmål, bokmål, nynorsk és høgnorsk összehasonlítása
| „Ez egy ló.”         | „Ez egy ló.”       |
| -------------------- | ------------------ |
| Riksmål, Bokmål, Dán | Dette er en hest.  |
| Nynorsk, Høgnorsk    | Dette er ein hest. |
| Svéd                 | Detta är en häst.  |
| Izlandi              | Þetta er hestur.   |

| „A szivárványnak sok színe van.” | „A szivárványnak sok színe van.” |
| -------------------------------- | -------------------------------- |
| Riksmål, Dán                     | Regnbuen har mange farver.       |
| Bokmål                           | Regnbuen har mange farger.       |
| Nynorsk                          | Regnbogen har mange fargar.      |
| Høgnorsk                         | Regnbogen hev mange fargar.      |
| Svéd                             | Regnbågen har många färger.      |

## A nyelvváltozatok elterjedtsége és jogi helyzete
A norvég állam mind a nynorsk, mind a bokmål nyelvi változatokat elismerte. A nyelvi törvény értelmében állami hivatal nem részesítheti előnyben egyik változatot sem a másikhoz képest 75%-nál nagyobb mértékben, mely rendelkezés a gyakorlatban azonban sokszor nem valósul meg - és a nynorsk inkább háttérbe szorul. Az állami hivatalok, valamint a fylkének nevezett kormánykörzetek a nekik feltett kérdéseket ugyanabban a nyelvi formában kell megválaszolniuk, melyben a kérdést feltették. A községek szintjén a községnek azt a nyelvváltozatot kell használnia, mely a saját vidékén hivatalosan elismertként nevezett meg.
A nynorsk a községek 27%-ának hivatalos nyelve. Ez a népesség 12%-ának felel meg. A fennmaradó hányad vagy a bokmål változatot használja, vagy egy semleges, helyi változatot (mely azonban leggyakrabban a bokmål egyik alváltozata). Az iskolákban és egyházi községekben a nynorsk hivatalos használata kicsit elterjedtebb. Az általános iskolákban a tanulók 15%-a használja a nynorsk változatot iskolai nyelvként. Az egyházi községek 31%-ában a nynorsk a prédikáció és liturgia nyelve.
Földrajzi tekintetben a nynorsk inkább a nyugati, fjordokban gazdag vidékeken elterjedt, valamint a központi hegyes-völgyes vidékeken, így Hallingdal, Valdres, Gudbrandsdal vidékein, valamint délen Setesdal és Nyugat-Telemark vidékein. A bokmål ezzel szemben inkább délen elterjedt.
Regionális szinten a nynorsk a következő kormánykörzetek (fylke) hivatalos nyelve: Hordaland, Sogn og Fjordane valamint Møre og Romsdal. A bokmål változatot két kormánykörzetben használják hivatalos szinten, Vestfold, és Østfold körzetekben. A többi tizennégy fylke nyelvi szempontból semleges.
A Norvég Tanács nyelvi határozata garantálja a dán és svéd nyelvhasználatot a hivatalos írásokban. Ez a megegyezés kölcsönös az érintett államokkal.

## Hangrendszere

### Általános kiejtési szabályok
A bokmål és a nynorsk írott nyelvek, melyek kiejtése azonban nem rögzített. A kiejtés szabályait elsősorban az adott dialektus, és az általa megszabott nyelvtan határozza meg. Számos kiejtési szabály vonatkozik a norvég nyelvre, melyek regionális eltéréseket mutatnak. Általánosságban így csak nagyon kevés stabil kiejtési szabály adható meg, ezek közé tartozik például a „-t” elhagyása a határozott névelő esetén (det / -et), valamint a „-g” elhagyása az -ig végződésű szavaknál.

#### A magánhangzók kiejtése
Az ö-hang írásképe a norvégban Ø ø, az ä-hang írásképe Æ æ, az o-hang sokszor Å å formában jelenik meg, míg maga az o íráskép az u-hangot reprezentálja. Példák: bo [buː] „lakni”, dør [døːr] „ajtó”, ærlig [æːrli] „őszinte”.  A norvég u kiejtése legtöbbször [ʉ], azonban nazális kapcsolat előtt [u]. A hangsúlytalan e "schwa-hangként jelenik meg ([ə]), az y pedig az ü-hang egyik zárt változatát írja le ([y]).

#### A mássalhangzók kiejtése
A legtöbb norvég dialektus elöl képzi az r-hangot (pörgeti), néhányban azonban előfordul a hátul képzett r-hang is (hasonlóan a dánhoz, vagy a felnémethez). A dager kiejtése tehát [daːgər] (nem pedig [daːgɐ], mint az a németben lenne)
A norvég s mindig zöngétlen. A norvég v és hv kiejtése v (szemben a némettel és hollanddal)
Speciális hangkapcsolatokat képeznek az alábbiak
- sj, skj, melyek kiejtése [ʃ], például nasjon [naʃuːn] (=nemzet)
- gj, hj, lj, melyek kiejtése [j]
- tj
- a kj kiejtése [ç], például: kjøre [çøːrə] (=vezetni)
- az rs kombináció egyes dialektusokban [ʃ]-ként fordul elő, például vær så god! [værsɔgu:], vagy [væʃɔgu:] (=tessék)

Magas magánhangzók előtt (i, y, ei, øy) az alábbi különleges szabályok érvényesek:
- az sk kiejtése [ʃ], például  ski [ʃiː] (=sí)
- a g kiejtése j, például gi [jiː] (=adni)
- a k kiejtése [ç], például kirke [çirkə] (=templom)

A c, q, w, x, z betűk csak idegen szavakban fordulnak elő. A germán nyelvekben megszokott ck kombinációt a norvég kk-ként írja. A qu- helyébe kv- lép, a ph/th/kh helyett a norvég egyszerűen f/t/k írásjelet használ. A németben előfordulő z (például Zentrum) helyét az s veszi át, például sentrum / senter, vagy sukker (=cukor).

#### Kivételek és változatok
A bokmål változatban a fenti szabályok alól kivételt képeznek pl: det [de] (=„az”), -et [ə] (=„az”), de [diː] (=„ők, azok”), og [o] (=„és”), jeg/meg/deg/seg [jæi mæi dæi sæi] (=„én/engem/téged/neki”).
Beszélő szerint a hosszú a-hang sokszor egy o-hoz hasonló hanggá módosul, mely hasonló az angol „call” szóban megjelenő hanghoz, míg az æ sok esetben inkább á-ként hallatszik. Az y és i hangok közötti különbség gyakran elmosódik. Szintén dialektus szerint változhat az ei kettős hangzó kiejtése, mely lehet [æj] vagy [aj]

### A norvég fonológia áttekintése

#### Magánhangzók
A norvég nyelvben 18 magánhangzót és 7 diftongust (kettős hangzó) különböztetünk meg:
|                      | Elöl képzett         | Elöl képzett     | Elöl képzett     | Elöl képzett | Közepes nyelvállású | Közepes nyelvállású | Hátul képzett | Hátul képzett |
| -------------------- | -------------------- | ---------------- | ---------------- | ------------ | ------------------- | ------------------- | ------------- | ------------- |
| Ajakkerekítés nélkül | Ajakkerekítés nélkül | Ajakkerekítéssel | Ajakkerekítéssel |              | Közepes nyelvállású | Közepes nyelvállású | Hátul képzett | Hátul képzett |
| Hosszú               | Rövid                | Hosszú           | Rövid            | Hosszú       | Rövid               | Hosszú              | Rövid         |               |
| Zárt                 | iː                   | i                | yː               | y            | ʉː                  | ʉ                   | uː            | u             |
| Középső              | eː                   | e                | øː               | ø            |                     |                     | ɔː            | ɔ             |
| Nyílt                | æː                   | æ                |                  |              |                     |                     | ɑː            | ɑ             |

A norvég kettős hangzók: /æi øy æʉ ɑi ɔy ʉi ui/, melyekből megkülönböztetünk hosszú és rövid változatokat.

#### Mássalhangzók
A norvég nyelvben 23 mássalhangzó van, melyek közül öt retroflexív, melyek allofónnak tekintendők. Utóbbiak azokban a dialektusokban, melyek nem pörgetik az R-et, nem fordulnak elő.
|           | Bilabiális | Labio- dentális | Alveoláris | Post- alveoláris | Retroflexív | Palatális | Veláris | Glottális |
| --------- | ---------- | --------------- | ---------- | ---------------- | ----------- | --------- | ------- | --------- |
| Plozív    | p b        |                 | t d        |                  | ʈ ɖ         |           | k g     |           |
| Nazális   | m          |                 | n          |                  | ɳ           |           | ŋ       |           |
| Vibráns   |            |                 | r          |                  | ɽ           |           |         |           |
| Frikatív  |            | f v             | s          | ʃ                |             | ç j       |         | h         |
| Laterális |            |                 | l          |                  | ɭ           |           |         |           |

## Példák a norvég nyelv kiejtéséhez
Az alábbiakban a bokmål nyelv ABC-jének kiejtését tárgyaljuk, ahol a kiejtés eltér az azonos jelölésű magyar betűtől.
Magánhangzók:
- å - magyar o hang, pl.: bokmål - „könyvnyelv”
- ø - magyar ö hang, pl.: bjørn - medve
- æ - magyar á hang, pl.: å være - lenni
- u - magyar ü hang, pl.: hund - kutya
- o - magyar u és o hang is, arra hogy mikor melyiket kell ejteni, nincs szabály, az esetek többségében u hang, pl.: bok (ejtsd: buk) - könyv, de pl.: tolv (ejtsd: tol) - tizenkettő
- y - nincs magyar megfelelője, ajakkerekítéses i hang, mintha ü-t akarnánk mondani, de egy i-t préselünk ki a szánkon, pl.: by - város

Mássalhangzók:
- c - idegen eredetű szavakban, lehet sz pl.: cirka (ejtsd: szirka) - cirka, vagy k pl.: Canada - Kanada
- d - szó végén hosszú magánhangzó után nem ejtjük
- g - e, i és y előtt j-nek ejtik, de az eg kapcsolatban is j hang lesz; szó végén nem ejtik, pl.: viktig - fontos
- k - aspirált, de szó belsejében nem
- p - aspirált, de szó belsejében nem
- t - aspirált, de szó belsejében nem; semlegesnemű szavak végén nem ejtik, pl.: ordet (ejtsd: úre) - a szó
- q, w, x és z - csak idegen eredetű szavakban fordulnak elő

Mássalhangzó-kapcsolatok:
- hv és hj a betűkapcsolatban a h hang néma, nem ejtjük, pl.: Hva? - Mi?
- gj betűkapcsolatban a g hang néma, nem ejtjük, pl.: igjen - újra
- ki, kj és ky betűkapcsolatokban a k-t egy zöngétlen j-ként kell ejtenünk, mint a magyar köpj vagy rakj szavakban, pl.: kirke - templom, kjekk - jóképű, kyss - csók
- tj ugyanolyan hang, mint az előbbi, pl.: tjue - húsz
- sj és skj mint a magyar s hang, pl.: sjåfør - sofőr, skjegg - szakáll
- sk ejtése lehet magyar s vagy sz, ami függ a követő magánhangzótól, ha magas hangrendű (e, i, u, ø) akkor s hang, ha mély hangrendű (a, o, å, æ) akkor sz hang lesz; pl.: ski - sí, skog - erdő

Asszimilációk:
- ld néma a d, pl.: kveld - este; de magánhangzó előtt ejtjük, pl.: aldri - soha
- nd lehet nn vagy n hang is, pl.: hund - kutya; de magánhangzó előtt nd pl.: andre - másik (második stb.)
- lv lehet lv de ll is, pl. előbbire: tolv - tizenkettő; pl. utóbbira: halv - fél
- rd egy sima r hang, pl.: bord - asztal

Hangsúly:
A hangsúly - mint a legtöbb germán nyelvben - az első szótagon van, de a hosszabb szavakban a további szótagokon is lehet a főhangsúly: betale, levere stb. Az ősi norvég szótövek sajátos zenei hangsúllyal ejtődnek: ereszkedő és ereszkedő-emelkedő.
Kvantitás:
A magánhangzók hosszúságát külön írásjel - eltérően mondjuk a magyartól - nem jelöli. Általában hosszú magánhangzó nyílt szótagban (adel), zárt szótagban egy mássalhangzó előtt (tog), rövid pedig két mássalhangzó előtt (godt). A hangsúlytalan szótagokban csak rövid magánhangzók vannak.
forrás: Elisabeth Ellingsen, Kirsti MacDonald - På vei tankönyv és På vei arbeidsbok munkafüzet; 1999

## Hasznos kifejezések
Hasznos kifejezések a bokmål nyelvjárásban.
- Ja = Igen
- Nei = Nem
- Velkommen = Üdvözöljük
- Hyggelig å treffe deg = Örvendek
- Ha det bra = Viszlát
- Takk = Köszönöm
- Mitt navn er … = A nevem …
- Snakker du engelsk/ungarsk? = Beszél angolul/magyarul?
- Beklager, jeg snakker ikke norsk = Sajnálom, nem beszélek norvégul
- Kan du hjelpe meg = Segítene?
- Hvor er toalettet? = Merre van a WC?[2]